# Cementiri del Calvari

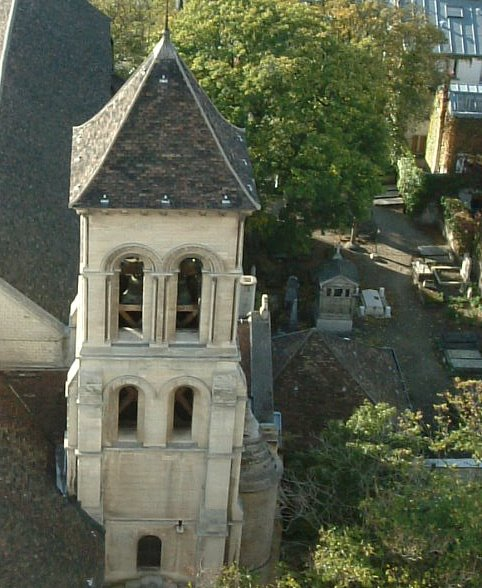
El Cementiri del Calvari

Situat al cim del turó Montmartre, el cementiri del Calvari (en francès cimetière du Calvaire) és un dels dos darrers cementiris parisencs amb el de Charonne que conté una església parroquial. Amb una superfície d'aproximadament 600m², és el més petit de tots els cementiris parisencs, hi ha 87 tombes catalogades.

## Història
El cementiri del Calvari ha estat oficialment creat el 1688 envoltant l'església Saint-Pierre de Montmartre.
Durant la Revolució, aquest cementiri fou completament saquejat. Formava part del conjunt monàstic de l'abadia reial de Montmartre que va ser totalment desmantellat a excepció de l'església Saint-Pierre.
Va ser reobert el 1801 per acollir les sepultures dels habitants del barri.
El 1831, és definitivament tancat, correlativament a la creació del cementiri Saint-Vincent.

## Tombes cèlebres
- El Duc de Crillon (Louis des Balbes de Berton) (1742-1806): general de qui el pare, igualment duc i general, va donar el seu nom al Palau de Crillon (place de la Concorde).
- Félix Desportes (1763-1849) : primer batlle de Montmartre, ambaixador, prefecte.
- Baró Antoine Portal (1742-1832): el més cèlebre metge i cirurgià de l'època, fundador de l'Acadèmia de medicina el 1820.
- Comte Louis-Antoine de Bougainville (1729-1811) almirall i explorador cèlebre.
- Comte Mathieu Dumas (1753-1837): general, ministre de l'Imperi, escriptor militar.
- Bisbe Etienne-Alexandre Bernier (1762-1806), defensà amb fervor la Revolta de La Vendée.